# Culex tenuipalpis
Culex tenuipalpis är en tvåvingeart som beskrevs av Philip James Barraud 1924. Culex tenuipalpis ingår i släktet Culex och familjen stickmyggor. Inga underarter finns listade i Catalogue of Life.